# Девинска-Кобыла (Словакия)
Девинска-Кобыла, Девинская Кобыла (словацк. Devínska Kobyla, нем. Thebener Koge) — вершина в Малых Карпатах в пределах города Братислава, между Девином, Девинской Новой Весью и Дубравкой. Считается наивысшей точкой Девинских Карпат и Братиславы. Высота составляет 514 метров над уровнем моря.
На вершине расположены бывшие казармы (не используются с 1996 года), позднее служившие радиотехнической точкой сообщений о противовоздушной обороне государства.

## Национальный природный заповедник
С 1964 года западный склон вершины является национальным природным заповедником с общей площадью охраняемой территории 101,12 га. Этот участок имеет особое ботаническое, зоологическое, геологическое и палеонтологическое значение и заполнен ксеротермической растительностью, здесь живут многочисленные охраняемые и исчезающие виды животных. К заповеднику относится район Сандберг.

## Пешие прогулки
Пик не имеет прямого доступа. Выход на его склоны возможен при движении по обозначенной красным цветом туристической трассе. К заповеднику можно подойти со стороны Девинской Новой Веси по трассам, обозначенным зелёным, жёлтым и синим цветом. Трассы продолжаются дальше и ведут к Девинскому замку.